# Leila Toubel

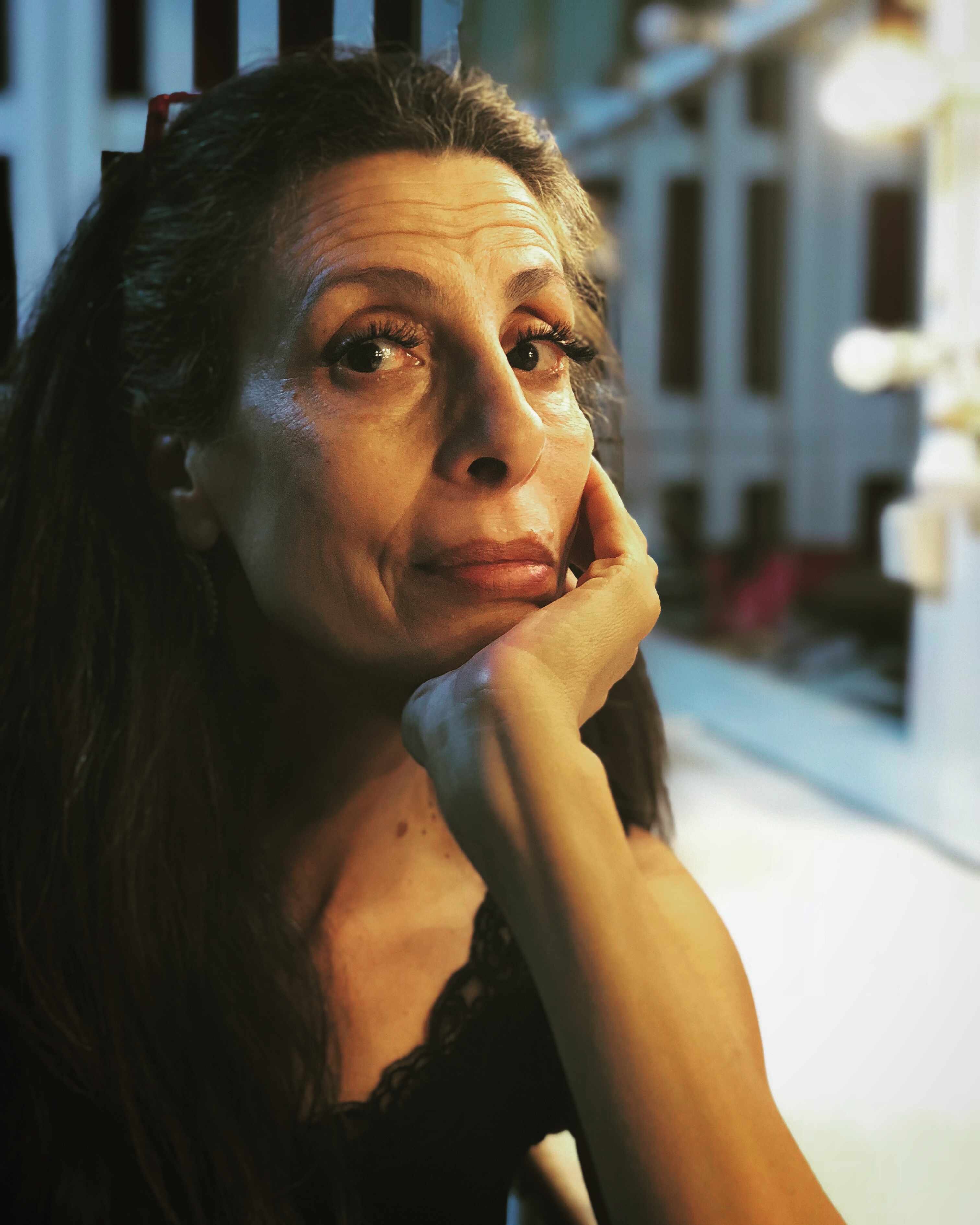
Leila Toubel (2018)

Leila Toubel (arabisch ليلى طوبال, * in Hammam Lif) ist eine tunesische Schauspielerin und Bühnenautorin.
Sie gilt als eine der führenden Persönlichkeiten des tunesischen Theaters.

## Leben
Mit 13 Jahren begann Leila Toubel, in der Schule Theater zu spielen, eine Leidenschaft, die sie später zu ihrem Beruf machte. Bei einem Vorspielen im nationalen arabisch-afrikanischen Ausbildungszentrum des El-Hamra-Theaters in Tunis traf sie im Jahre 1990 Ezzedine Gannoun. Diese Begegnung war für ihre berufliche Karriere entscheidend. Es begann eine lange und intensive Zusammenarbeit. Unter anderem unterstützte sie Ezzedine Gannoun bei der Leitung des El-Hamra-Theaters.
Im Jahr 2000 verließ Leila die Theaterszene und pausierte bis 2010. Sie verarbeitete ihre Zeit am Theater und versuchte zu verstehen, wer sie ist und wer sie auf der Bühne sein könnte.
Von 2011 bis 2012 leitete sie das internationale Festspiel in Boukornine. Im Juni 2013 trat sie von dieser Stelle zurück, um den Druck der Liga zum Schutz der Revolution auf das Theater publik zu machen.
Am 27. Juli 2015 führte sie beim internationalen Festspiel in Karthago ihr Monodram Solwen in der Sankt-Cyprian-Basilika auf. Solwen beschreibt die politisch-sozialen Realitäten in Tunesien nach der Revolution und klagt die Figuren der Troïke, den Machismus und den Obskurantismus an.

## Werk

### Texte
- 1998–1999: Je laisse une trace (Ich lasse ein Spure)[10]
- 2006–2007: Otages (ar رهائن) (Geisel),[10] Inszenierung: Ezzedine Gannoun
- 2009–2010: The End (Das Ende)[11][10] Inszenierung Ezzedine Gannoun
- 2012–2014: Monstranum’s[12][10] (ar غيلان), Inszenierung Ezzedine Gannoun
- 2015–2016: Solwen (ar سُلْوَانْ)[13]
- 2016–2017: Hourya (ar حورية)
- 2021: Yakouta (ar ياقوتة)
- 2023: Le Serment des Chemins (ar وعد الثنايا)
- 2025: Ad Vitam (ar كيما اليوم)

### Inszenierungen
- 1994: Histoires de femmes (Frauengeschichten)[10]
- 1999: Je laisse une trace (Ich lasse eine Spur)[10]
- 2015–2016: Solwen (ar سُلْوَانْ)[13]
- 2016–2017: Hourya (ar حورية)
- 2021: Yakouta (ar ياقوتة)
- 2025: Ad Vitam (ar كيما اليوم)

### Interpretationen
- 1991–1992: Gamra Tah,[10] Inszenierung Ezzedine Gannoun
- 1993–1994: L'Ascenseur (Der Aufzug),[10] Inszenierung Ezzedine Gannoun
- 1996–1997: Tyour Ellil,[10] Inszenierung Ezzedine Gannoun
- 1998–1999: Les Feuilles mortes (Die welke Blätter),[10] Inszenierung Ezzedine Gannoun
- 2000: Khmissa[10]
- 2000: Nwassi (ar نواصي),[10] Inszenierung Ezzedine Gannoun
- 2009: The End (Das Ende), Inszenierung Ezzedine Gannoun[11]
- 2015–2016: Solwen (ar سُلْوَانْ)[13]
- 2016–2017: Hourya (ar حورية)
- 2021: Yakouta (ar ياقوتة)

## Auszeichnungen
- 1999: Preis der besten Schauspielerin im internationalen Festspiel des experimentellen Theaters in Kairo[10]
- 2000: Preis der Kritik der Fraueninterpretation im internationalen Festspiel des experimentellen Theaters in Kairo[10]
- 2001: Preis der Fraueninterpretation im Festspiel des Kurzfilms in Tunis[10]
- 2010: „Goldene Bühne“ des besten Drehbuchs in der Nacht des tunesischen Theaters[10]
- 2015: „Chevalier de l’Ordre de la République tunisienne“[10][14]